# Hernán Medford
Hernán Evaristo Medford Bryan (* 23. května 1968) je kostarický trenér a bývalý fotbalový útočník, známý pod přezdívkou Pelicano.
S klubem Deportivo Saprissa se stal mistrem Kostariky v letech 1988, 1989 a 1994 a vítězem Ligy mistrů CONCACAF 1993. Působil také v Evropě (GNK Dinamo Zagreb, SK Rapid Wien, Rayo Vallecano a US Foggia) a Mexiku (CF Pachuca, Club León, Club Necaxa). Byl zvolen nejlepším kostarickým hráčem devadesátých let.
Startoval na mistrovství světa ve fotbale hráčů do 16 let 1985, kde vstřelil jediný gól svého týmu na turnaji. V seniorské reprezentaci odehrál v letech 1987–2002 87 zápasů a vstřelil 18 branek. Zúčastnil se mistrovství světa ve fotbale 1990 (zaznamenal rozhodující branku utkání se Švédskem, které Kostarika vyhrála 2:1 a postoupila při své premiérové účasti na MS do osmifinále) a mistrovství světa ve fotbale 2002, kde byl kapitánem svého týmu. Hrál také na Zlatém poháru CONCACAF 1991 (čtvrté místo), 2000 (čtvrtfinále) a 2002 (stříbrná medaile).
Po ukončení kariéry se stal trenérem. Saprissu dovedl k zisku mistrovského titulu v letech 2004 a 2006 a vítězství v Lize mistrů CONCACAF 2005, vedl také reprezentační týmy Kostariky a Hondurasu. V roce 2006 byl vyhlášen nejlepším trenérem roku v zemích CONCACAF. Od roku 2016 je trenérem kostarického prvoligového týmu CS Herediano.